# John Edmondson
John Edmondson (Wagga Wagga, Nova Gal·les del Sud, 3 de febrer del 1933) és un músic conegut eper les seves 1.000 partitures escrites a bandes de música i per a la formació musical. A més dels seus objectius aconseguits en la música per a l'educació, ha escrit moltes partitures arreglades i composicions per diferents professionals, col·legi militar, i els grups de secundària de les àrees de la banda de música, banda de concert, banda de jazz, danses i corals.

## Biografia
Després d'un període de dos anys amb l'Exèrcit dels EUA 8 i 9 de Bandes Divisió, va rebre el seu Master of Music en la composició de la Universitat de Kentucky l'any 1960, on va estudiar composició amb en Kenneth Wright i la banda de puntuació amb en R. Bernard Fitzgerald. Va ser el primer a rebre el títol de postgrau de la universitat.
Va ensenyar música a l'escola pública durant 10 anys l'àrea central de Kentucky, on va escriure extensament per als seus propis estudiants. Durant aquest mateix temps, com escriptor freelance per a diferents universitats i bandes d'escoles secundàries, també inclosos els 7 anys com a personal d'arreglaments per a la Universitat de Kentucky Wildcat banda de marxa. A més de compondre i arreglar independentment, va ser un trompetista i pianista professional i va desenvolupar la seva pròpia empresa de publicacions educatives.
Després de la seva carrera docent, va ser nomenat successor d'Alfred Reed de l'Educació amb l'Editor de Publicacions Hansen en Miami Beach, Florida, i es va mantenir en aquell lloc i aquella posició durant deu anys. Va ser el responsable de moltes publicacions, com les obres per a banda de concert, banda de música, llibres de solista instrumental i altres materials d'instrucció. A partir d'allà se'n va anar a New York com a Director de la Banda de Concerts, i fent més obres al seu catàleg, que anava augmentant.
Després de ser freelance per a diferents editorials durant set anys, el senyor Edmondson i Anne McGinty formant partitures de Queenwood l'any 1987 i van ser responsables de la creació, producció, promoció i vendes internacionals i distribució del catàleg Queenwood de banda de concert, banda de jazz i música d'orquestra de cordes. Van vendre la seva companyia a la Neil A. Kjos Music Company en el març de l'any 2002, i va escriure exclusivament per a ells en el marc del Queenwood / Kjos nom de l'empresa fins a 2009.